# Prezydenci Dominiki

## Lista prezydentów Wspólnoty Dominiki
- tymczasowo

| # | Prezydent                        | Portret | Kadencja             | Kadencja             | Partia polityczna | Partia polityczna |
| # | Prezydent                        | Portret | Od                   | Do                   | Partia polityczna | Partia polityczna |
| - | -------------------------------- | ------- | -------------------- | -------------------- | ----------------- | ----------------- |
| - | Louis Cools-Lartigue (1905–1993) |         | 3 listopada 1978     | 16 stycznia 1979     |                   | Bezpartyjny       |
| 1 | Fred Degazon (1913–2008)         |         | 19 stycznia 1979     | 29 stycznia 1980     |                   | Bezpartyjny       |
| - | Louis Cools-Lartigue (1905–1993) |         | 15 czerwca 1979      | 16 czerwca 1979      |                   | Bezpartyjny       |
| - | Jenner B.M. Armour (1936–2001)   |         | 21 czerwca 1979      | 25 lutego 1980       |                   | Bezpartyjny       |
| 2 | Aurelius Marie (1903–1995)       |         | 26 lutego 1980       | 19 grudnia 1983      |                   | Bezpartyjny       |
| 3 | Clarence Seignoret (1919–2002)   |         | 19 grudnia 1983      | 25 października 1993 |                   | Bezpartyjny       |
| 4 | Crispin Sorhaindo (1931–2010)    |         | 25 października 1993 | 5 października 1998  |                   | Bezpartyjny       |
| 5 | Vernon Shaw (1930–2013)          |         | 6 października 1998  | 1 października 2003  |                   | Bezpartyjny       |
| 6 | Nicholas Liverpool (1934–2015)   |         | 1 października 2003  | 17 września 2012     |                   | Bezpartyjny       |
| 7 | Eliud Williams (ur. 1948)        |         | 17 września 2012     | 2 października 2013  |                   | Bezpartyjny       |
| 8 | Charles Savarin (ur. 1943)       |         | 2 października 2013  | 2 października 2023  |                   | DLP               |
| 9 | Sylvanie Burton (ur. 1965)       |         | 2 października 2023  | nadal                |                   | DLP               |